# Swing (film)
Pour les articles homonymes, voir Swing.
Pour plus de détails, voir Fiche technique et Distribution.
Swing est un film français de Tony Gatlif sorti en 2002.

## Synopsis
Dans une banlieue de Strasbourg, on suit le chemin d'un petit garçon, Max, qui lors de ses vacances d'été fera une merveilleuse rencontre avec la musique et l'amour. En effet, il suit le rythme énergique de Swing, une jeune Manouche aux allures de garçon manqué, qui lui fait découvrir sa communauté (leur mode de vie, leurs traditions, leurs origines, leur liberté...). Fasciné par les musiciens manouches, Max prend des cours de guitare avec l'un d'eux, Miraldo (inspiré et interprété par un des plus grands guitaristes de jazz manouche, Tchavolo Schmitt), qui est un génie de la musique. Entre de nombreux, forts et entraînants moments musicaux (chants, danse, musique...), le jeune garçon tombe peu à peu amoureux de son amie Swing. Mais ses vacances se terminent et sa condition de jeune écolier gadjo (terme rom désignant ceux qui ne sont pas de cette ethnie comme dans Gadjo dilo) le rattrape...

## Fiche technique
- Titre : Swing
- Réalisation : Tony Gatlif
- Scénario : Tony Gatlif
- Musique : Mandino Reinhardt, Tchavolo Schmitt, Abdellatif Chaarani, Tony Gatlif
- Photographie : Claude Garnier
- Montage : Monique Dartonne
- Société de production : Prince Films ; Nikkatsu (participation)
- Société de distribution : Pyramide[1] (France)
- Pays de production :  France
- Format : couleur — 35 mm — 2,35:1
- Genre : comédie dramatique, musical
- Durée : 90 minutes
- Dates de sortie :
  - Allemagne : 11 février 2002 (Berlinale)
  - France : 20 mars 2002
  - Belgique : 17 avril 2002

## Distribution
- Oscar Copp : Max
- Lou Rech : Swing
- Tchavolo Schmitt : Miraldo
- Mandino Reinhardt : Mandino
- Abdellatif Chaarani : Khalid
- Fabienne Mai : grand-mère de Max
- Ben Zimet  : Docteur Liberman
- Colette Lepage : femme de Miraldo
- Marie Genin : mère de Max
- Ghalia Benali : Ghania

## Autour du film
- Berlinale 2002 : sélection officielle